# Профилактика COVID-19

## Профилактика и средства защиты от коронавирусов
Против коронавирусов используются универсальные средства профилактики и защиты от респираторных заболеваний.
Коронавирусы переносятся за счет того, что больной человек при кашле и чихании, а также в меньше мере при обычном разговоре и дыхании, выделяет капли аэрозоли. Внутри одной капли аэрозоля находятся десятки тысяч коронавирусов. При попадании в органы дыхания (носоглотку и легкие) такие капли вызывают заболевание. Если капли аэрозоли попадают на предметы, то человек может перенести вирус на руки коснувшись этих предметов. В этом случае вирус поражает людей поскольку люди рефлекторно не менее 23 раз в час прикасаются руками ко рту, носу и глазам. Такой перенос можно сократить за счет физического блокирования доступа рук ко рту, носу за счет маски или экрана для лица, а также регулярным мытьем рук.
Большинство исследователей признают, что заражение аэрозолью является основным путем инфицирования, но прямой статистики способам инфицирования нет, так как это сложно определить постфактум. Имеется косвенная статистика по способам заноса инфекции на основании эффективности срабатывания средств защиты. Исследование об эффективности мер защиты против коронавирусов при атипичной пневмонии показывают, что маски самое эффективное средство и останавливали заражение примерно на 68 %. Мытье рук (но более 10 раз в день и очень тщательно) останавливало передачу вируса на 55 %. Полная защита включая мытье рук, маски, перчатки, халаты давали эффективность в 91 %.

### Суперраспространители коронавирусов и социальные методы защиты
Коронавирусы очень заразны в аэрозольном состоянии и через покрытые аэрозолью предметы, поэтому легко передаются между людьми, но в неравной степени. Для коронавирусов одним из основных движителей эпидемии являются так называемые «суперраспространители», то есть лица, которые пренебрегают карантинами, используют общую посуду и предметы с другими людьми, имея при этом большое число социальных контактов. Наиболее частными суперраспространителями являются представители религиозной среды из-за больших общих собраний и совместного использования множества предметов культа без стерилизации.
Также суперраспространители появляются в армии и флоте из-за большой скученности военнослужащих вместе в небольших помещениях особенно на судах.
Социальные методы защиты являются одними из основных при эпидемиях коронавирусов. Они включают в себя: карантины, самоизоляции, ограничения перемещений, закрытие предприятий, использование работы из дома, поддержку социального дистанцирования, использование метода «солидарной защиты» как всеобщее ношение масок. Социальные методы защиты от эпидемий коронавирусов включают в себя и силовые методы как разгон полицией собраний и митингов.

### Защита от аэрозолей с коронавирусом

#### Поддержание дистанции для защиты от аэрозоля коронавирусов
Поддержание дистанции для защиты от коронавирусов — предмет разногласий специалистов.
ВОЗ утверждает, что аэрозоль, способный инфицировать других лиц, распространяется лишь в радиусе 1—2 метра от заражённого человека, и на большее расстояние коронавирусы не способны переноситься.

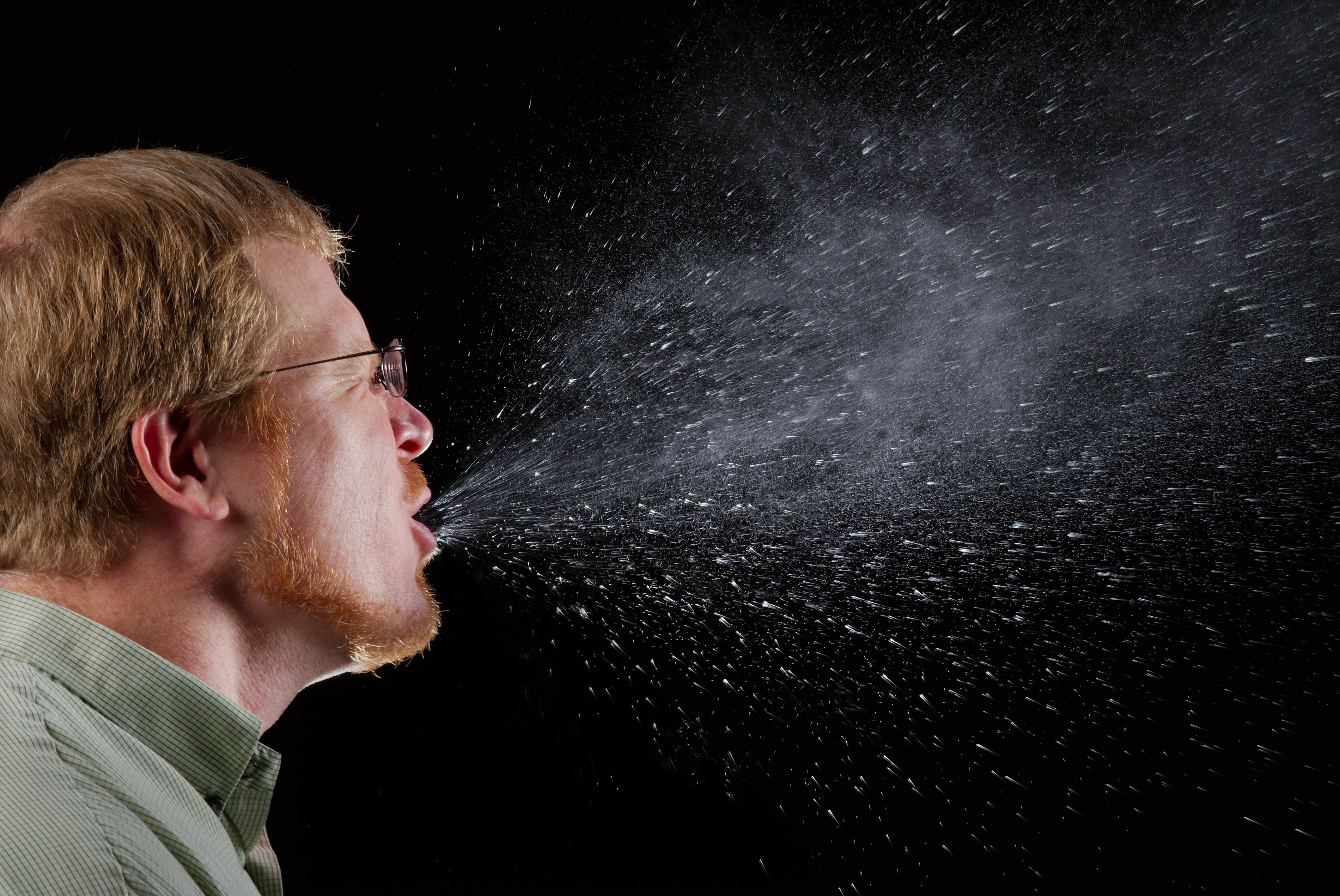
Аэрозоль от обычного кашля человека

При этом ВОЗ опирался на следующие широко известные для респираторных заболеваний факты. Возбудители респираторных заболеваний выделяется с капельками слизи как при физиологических актах (а это дыхание, разговор, крик, плач), так и при патологических (чихание, кашель). При этом образуются капельки размером от 7 до 200 микрометров (мкм). При разговоре в течение минуты в воздух выделяется до 210 частиц диаметром до 100 мкм, при кашле — 10 — 50 тыс., из которых 80 % меньше 100 мкм. При чихании — 100—800 тыс., из которых 50 % меньше 100 мкм. Через 0,2 сек. после чихания 30 % частиц имеют диаметр 1 — 25 мкм. Большая часть крупных и средних капель аэрозоля при кашле не распространяется далее 1 метра и быстро оседает с чем и связанна рекомендация ВОЗ. Фактически «крупный аэрозоль» не является аэрозолем в буквальном смысле слова, так как это очень тяжелые капли (droplets), которые не могут держаться сами в потоках воздуха. Радиус рассеяния капель пропорционален величине капли, такой же является и скорость оседания аэрозоля. Кроме этого, глубина проникновения в респираторный (дыхательный) тракт инфицированного аэрозоля обратно пропорциональна величине капель аэрозоля, то есть мелкий аэрозоль более заразный.
Однако высоко заразный мелкий аэрозоль (менее 10 микрон) способен отлетать дальше 1 метра и может зависать, что было известно ученым достаточно давно. Кроме этого, крупный аэрозоль отлетающий в пределах 1 метра попадает только в носоглотку, а мелкий попадает сразу в бронхи и альвеолы, то есть создает больший риск смертельной пневмонии. Поэтому не удивительно, что позиция ВОЗ сразу стала подвергаться критике.
В статье, опубликованной в The New England Journal of Medicine («Медицинском журнале Новой Англии»), исследователи оценили способность мелкой аэрозоли с COVID-19 зависать экспериментально. Эксперимент показал, что аэрозоль с живыми вирусами способен минимум 3 часа висеть в воздухе..
Медицинский центр Университета в Небраске решил выяснить можно ли найти коронавирусы в мелкой аэрозоли, которая выделяется при обычном разговоре и дыхании без кашля и чихания. Исследование показало, что зараженный вирусом невидимый глазу аэрозоль от обычного разговора обнаруживается на расстоянии, большем «безопасной» дистанции 2 метра. Это означало, что вирус является намного более заразным, чем ранее предполагалось. Поэтому Национальная академия наук США (NAS) в экстренном письме к Правительству США указала, что требуется принятие срочных и новых мер в связи с этими данными. К таким мерам относится обязательное ношение масок.
Специалисты Массачусетского технологического института (MIT) в Кембридже, США, использовали высокоскоростные камеры и другое оборудование, чтобы точно понять, что происходит при кашле или чихании. В своем заключении они однозначно указали, что рекомендации ВОЗ о соблюдении «безопасной дистанции» 1—2 метра научно не обоснованы: реальная расстояние, на которое при кашле и чихании распространяются самые мелкие капли аэрозоля, улетающие в турбулентном «аэрозольном облаке», составляет 6—8 метров. Исследователи из Сингапура предположили, что разлет аэрозоли зависит также от размеров человека и поэтому понятие «безопасной дистанции» условно. Согласно проведенному исследованию рекомендуемая ВОЗ дистанция 1—2 метра соответствует кашлю человека ростом до 159 см и весом до 46 кг, для человека среднего роста и веса безопасная дистанция не менее 3—4 метров.
2 апреля 2020 года, после столь существенной критики ВОЗ научным сообществом, председатель комиссии научных советников ВОЗ профессор Дэвид Хейманп заявил, что ВОЗ произведёт изучение новых научных работ и выработает новые рекомендации. Обновленные инструкции Минздрава РФ указывают, что регулятор считает, что мелкий аэрозоль коронавирусов существует и способствует «быстрому распространению коронавирусной инфекции».
Спор специалистов об эффективности поддержания дистанции для защиты от заражения тесно связан со спором об эффективности всеобщего ношения масок, так как ВОЗ предлагает вместо всеобщего ношения масок поддерживать дистанцию в 1—2 метра.

#### Необходимость всеобщего ношениямасок
Необходимость всеобщего ношения масок — предмет спора между специалистами.

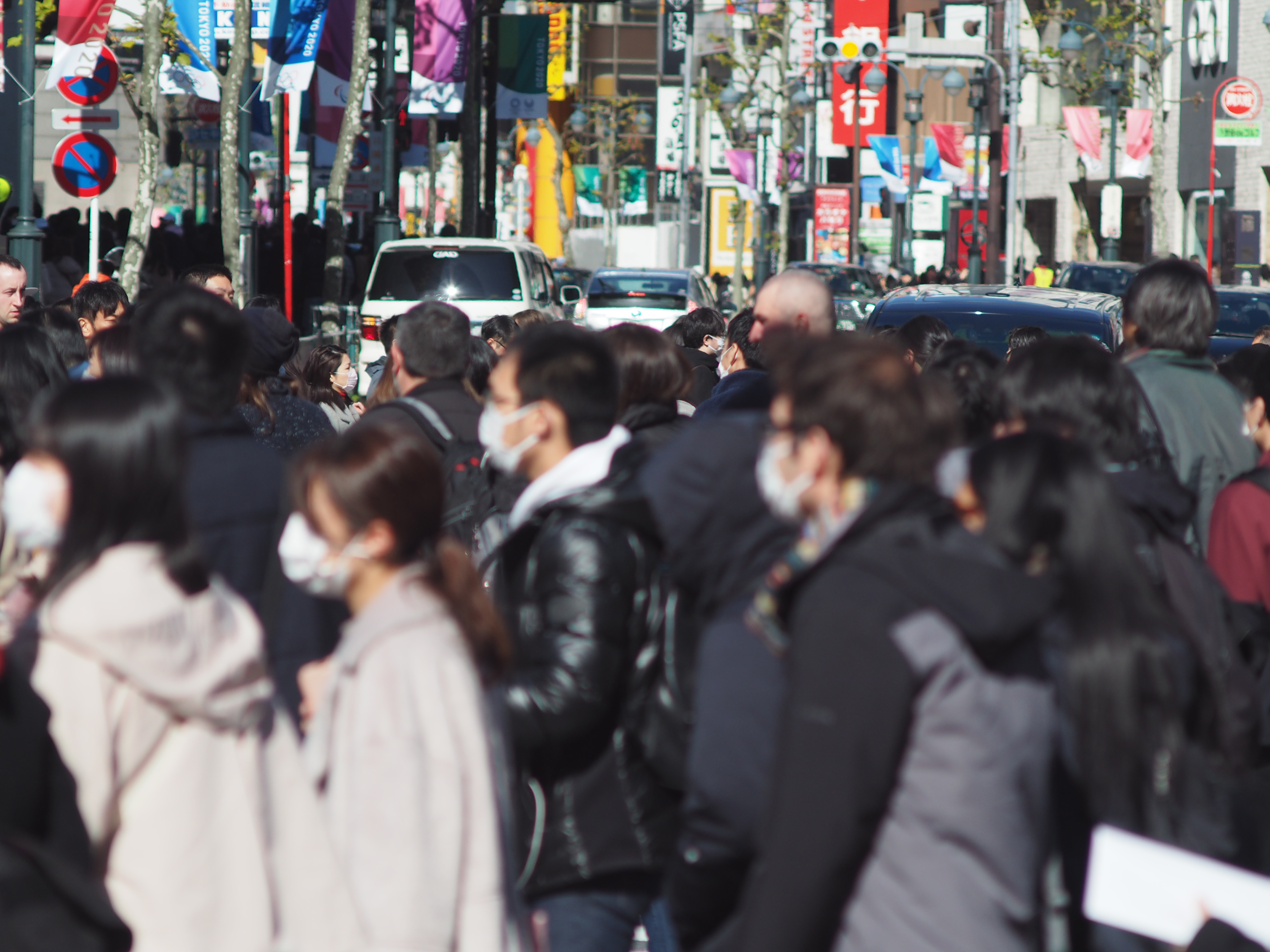
Азиатским странам в целом удалось сдержать пандемию, в отличие от США и ЕС. Однако население азиатских стран проявило солидарность, и свыше 97 % населения добровольно использовало маски, что привело к изоляции аэрозолей даже тех, кто болен, но не имеет симптомов и не знает этого.

ВОЗ и часть медицинских экспертов считает, что маски и респираторы малоэффективны против коронавирусов. Это мнение аргументируют тем, что вирус слишком мал и не задерживается тканью, а обыватели неправильно надевают маски и респираторы — с большими зазорами, и др.. Поэтому маска нужна тем, кто уже заразился коронавирусом, поскольку она снижает вероятность заражения окружающих, так как препятствует распылению аэрозоля при кашле больного.Тем не менее, китайские инфекционисты подвергли резкой критике утверждение о необязательности ношения масок и назвали его «крупнейшей ошибкой Европы и США», так как следствием становится как массовое заражение людей, лишённых всякой защиты, так и отсутствие изоляции от заражения теми, кто болен, но ещё не знает об этом и не обязан носить маску. По мнению китайских инфекционистов, именно пренебрежительное отношение к массовому использованию масок является одной из основных причин катастрофической эпидемиологической ситуации в ЕС и США. Общий консенсус азиатских инфекционистов в целом указывает на их несогласие с рекомендациями ВОЗ: в большинстве азиатских стран выбирают ношение масок всеми. Успешное сдерживание в Китае достигалось при ношении масок 97,8 % населения в районах вспышки вируса. Основной эффект достигнут был из-за того, что это означает, что 98 % вероятностью больной коронавирусом тоже носит маску и не может заражать аэрозолью других. ВОЗ, защищая свою позицию, указывает, что его оценки бессимптомных больных около 6 % по данным из Сингапура. Однако затем ученые из Сингапура признали ошибку исследования и по уточненной их оценке число бессимптомных больных 50-70 %, в России чисто бессимптомных больных 48,8 % Азиатские эпидемиологи также считаю важным социальный аспект тотального ношения масок. Очень многие больные коронавирусом даже с симптомами могут просто не надеть маски, игнорируя рекомендации ВОЗ и это почти невозможно проконтролировать. При всеобщем ношении масок это почти исключено. Кроме этого, люди в масках сами визуально чувствуя потенциальную опасность дистанцируются друг от друга интуитивно

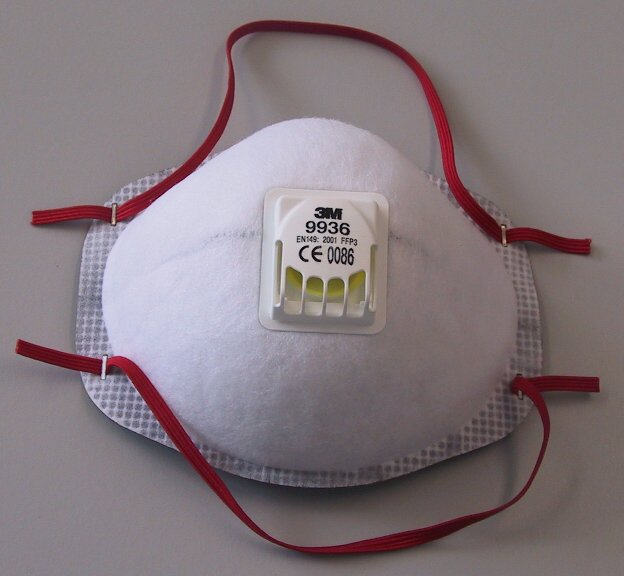
Респиратор класса FFP3. Респираторы высокой очистки легко определить по клапану для облегчения выдоха и снижения увлажнения маски.

Разные страны принимают разные решения об обязательности ношения масок. Япония и США из-за дефицита одноразовых масок использует стратегию на базе многоразовых масок (в том числе самодельных тканевых масок) или даже шарфов и платков как их замену, если масок нет в наличии. Германия, Чехия, Словакия, Украина, Болгария, Австрия, Бельгия, Испания и Франция ввели требования к тотальному ношению масок. За появление без маски в общественных местах в этих странах предусмотрены крупные штрафы. Кроме этого, во всем Европейском Союзе запрещается пользоваться железнодорожным сообщением без маски. Пассажиры без маски или респиратора высаживаются из поездов

### Использованиелицевых экранов

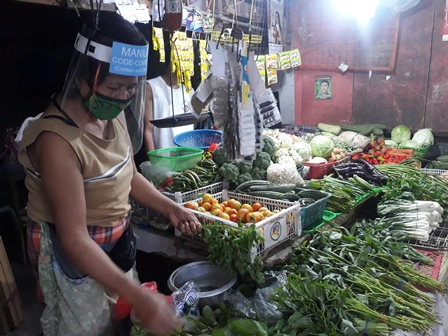
Продавцы в Маниле кроме масок обязаны носить лицевые экраны как защиту от того, что покупатель с COVID-19 им чихнет в лицо

Среди обывателей хорошо известно, что маски защищают от коронавирусов, но обывателям малоизвестно, что лицевые экраны (face shield) защищают даже медиков часто лучше защитных очков. ВОЗ включает лицевые экраны в критические средства защиты наряду с маской при респираторных заболеваниях Лицевые экраны эффективны за счет блокирования доступа рук к лицу, а также защищают от инфицирования если вам чихнет больной человек в лицо.
Для разъяснения населению эффективности ношения дешевых лицевых экранов против коронавирусной инфекции Apple, Nike и др. американские бренды при поддержке медиков, начали рекламную кампанию, чтобы приучить население США использовать лицевые экраны.
Развернутых исследований возможно ли заражение через глаза коронавирусами не имеется и вопрос недостаточно изучен. Имеются лишь отдельные сообщения медиков об таких случаях. Тем не менее, медики считают этот риск реальным и предпринимают меры защиты. Медики Великобритании, столкнувшиеся с отсутствием средств защиты глаз от коронавирусов, используют лыжные очки как их замену. По мнению ВОЗ лицевые экраны имеют преимущества перед защитными очками, так как в них легче дольше находиться, они не запотевают, дают больший угол обзора, а интегральный уровень защиты лицевых экранов выше.

### Неэффективность защитных перчаток при использовании их обывателями
Если относительно масок против коронавирусов имеет место спор экспертов о том насколько они эффективны при ношении обывателями, то относительно защитных перчаток мнение экспертов и ВОЗ единодушно, что скорее они наносят больше вреда людям без медицинской подготовки, чем защищают их. Основной вред от перчаток состоит в том, что нет никакой разницы занесете вы коронавирус руками с кожи или перчаток, если коснетесь рта, носа или глаз. Обыватели испытывают ложное чувство защиты ошибочно думая, что коронавирусы могут проникнуть через их кожу, в то время как реальная опасность состоит в касании руками лица. Люди, использующие перчатки, перестают мыть руки, и тем более руки в перчатках, поэтому чаще заражаются. Под перчатками руки потеют, что создает влажную среду благоприятную для коронавирусов. При использовании перчаток нужно понимать, что ваша кожа на порядок более герметична, чем сами перчатки из латекса, которые на самом деле обычно не настолько герметичны как латексные презервативы и часто имеют дефекты герметичности как поры. Поэтому медики используют правило «трёх перчаток». Две пары латексных перчаток надеты друг на друга и поверх них надеты ещё одноразовые перчатки, которые постоянно выбрасываются и меняются после каждого контакта с очередным больным. После снятия латексных перчаток медик срочно и тщательно моет руки, чтобы смыть пот в котором уже вероятно находятся коронавирусы. Нарушение правила «трёх перчаток» одна из типичных причин инфицирования самих медиков. По мнению медицинских экспертов перчатки обывателям эффективны для кратковременных манипуляций как уборка с использованием токсичных для рук антисептиков, при этом нужно внимательно следить, чтобы не касаться перчатками лица.

### Защита от инфицирования при покупке продуктов
FDA, CDC и ряд экспертов выработали рекомендации по защите от инфицирования через покупку продуктов в магазине, который включает следующие действия
- Не следует посещать обычные магазины вообще, если можно купить продукт в онлайновом магазине. Продуктов в онлайновых магазинах не касались руки большого числа других покупателей. По этой причине от этих незнакомцев нельзя будет заразиться. Кроме того, многие онлайновые магазины внедряют дополнительные процедуры стерилизации. Не следует общаться с курьером лицом к лицу, нужно попросить его положить продукты и документы, в которых надлежит расписаться, и отойти. Этот способ позволит защитить и себя, и курьера.
- Если онлайновый магазин перегружен заказами, покупателю следует уточнить, может ли магазин упаковать покупку для того, чтобы покупатель забрал её сам, заехав за ней на автомобиле. Такой вариант покупок намного более безопасен. Следует делать заказы заранее, так как многие покупатели (по крайней мере, в США) отказываются от похода в обычные магазины.
- Следует посещать продуктовые магазины в часы их наименьшей загрузки, чтобы не заразиться от других покупателей. Рекомендуется использовать данные Google Maps о посещаемости.
- Не следует близко подходить к другим покупателям в магазине.
- Следует использовать маску.
- Следует полностью прекратить оплату наличными. Купюры до 4 дней способны нести на себе вирус, при этом их касаются руки большого числа людей. Следует объяснить своим престарелым родителям, что при использовании наличных денег они могут убить себя.
- Следует брать с собой антисептик и по завершении покупки сразу же обработать им руки: прикосновение к многочисленным предметам в магазине, возможно, привело к появлению на руках вируса.
- Следует вымыть упакованные продукты. Мытьё овощей и фруктов обязательно в любом случае.
- Следует учитывать жизнеспособность вируса на разных поверхностях и при разных температурах. Предпочтение лучше отдать картонным упаковкам, так как на картоне при комнатной температуре вирус сохраняет жизнеспособность не более 24 часов. В то же время в холодильнике на пластиковых и металлических предметах вирус способен неделями сохранять жизнеспособность, поэтому такая тара должна быть вымыта.
- После мытья упаковки продуктов необходимо тщательно вымыть руки.

### Рекомендации по уборке помещений за гостями
Министерство здравоохранения и социальных служб США выпустило также рекомендации по уборке квартир после посещения знакомых, членов семьи не живущих с вами и прочих гостей. Эти рекомендации были также приняты как стандарт компанией Airbnb и другими отельными сетями. Данные рекомендации вкратце включают следующие действия:
1. Если в квартире у вас были гости в ваше отсутствие, то не входите в неё в течение 24 часов после их отъезда, так как вирус постепенно разрушается при комнатной температуре, вирусная аэрозоль частично оседает. При наличии УФ-ламп они могут быть включены гостями до прихода хозяина, в этом случае время безопасного входа в помещение резко сокращается.
2. Не прикасайтесь к предметам, пока вы не надели защитные перчатки
3. Немедленно проветрите квартиру за гостями минимум в течение 20 минут
4. Протрите антисептиком все, чего часто касаются люди: ручки, пульты телевизоров, смесители и т. п.
5. Стирайте белье на предельной температуре, разрешенной производителем белья
6. После уборки выбросите перчатки, тряпки и салфетки
7. Тщательно вымойте руки

Рекомендации учитывают отсутствие специальных средств дезинфекции из-за их дефицита. В частности, допустимо использование отбеливателей, таких как антисептика, так как отбеливатели на базе хлорита натрия, гипохлорита натрия, перекиси водорода являются сильнейшими и быстродействующими антисептиками против коронавирусов. Также использование ультрафиолетовых облучателей опционально из-за их дефицита, но при использовании УФ-облучателей и специальных антисептиков Airbnb рекомендует это указывать в описании объявлений, так как это является очевидным конкурентным преимуществом.

### Устойчивость вируса в почтовых отправлениях
Важным вопросом является резистентность коронавируса в посылках, миллионами доставляемых из Китая. Если носитель вируса во время кашля выделит вирус в виде аэрозоля на предмет, то время жизни вируса на большинстве поверхностей составит 2—4 дня и около 7 дней на пластике, стекле и металле, при условии что посылка находилась при температуре выше +20С. Однако время нахождения посылки в помещениях почтовых служб при пересылке по международной почте намного больше, поэтому ВОЗ и Роспотребнадзор считают, что посылки из КНР полностью безопасны вне зависимости от того, имелся с ними контакт инфицированных коронавирусом лиц или нет.
Почта России получила от AliExpress 1 миллион масок для своего персонала и 50 тысяч бутылок антисептика для предотвращения заражения при сортировке и вручении посылок.

## Резистентность вируса в различных условиях
Коронавирусы относятся к вирусам с суперкапсидом. Все такие вирусы обладают высокой заразностью и сопротивляемостью иммунитету, но с другой стороны обладают относительно вирусов в обычном капсиде сравнительно низкой живучестью вне хозяина и высокой уязвимостью для средств дезинфекции. Чувствительность к антисептикам, температуре и ультрафиолету у разных коронавирусов незначительно отличается, поэтому подходы к дезинфекции используются универсальные для всех видов и мутаций коронавирусов.
Коронавирусы легко разрушаются большинством антисептиков и слабо устойчивы даже к умеренному нагреву, но при умеренной температуре могут сохранятся на поверхностях несколько суток. При анализе данных на живучесть вируса следует исходить из того, что практически все исследования производилось ПЦР-тестом, то есть указано не время, необходимое для деактивации вируса, а его полное разрушение — до уничтожения всех копий его РНК. ПЦР тест не оценивает степень повреждения суперкапсида вируса и его способность к размножению; ПЦР тест определяет, разрушена ли РНК вируса.

### Резистентность на разных материалах поверхностей
Устойчивость вируса на различных поверхностях различна и зависит от температуры. На бумаге вирус разрушается за 3 часа, на банкнотах за 4 дня, на дереве и одежде за 2 дня, на стекле за 4 дня, на металле и пластике за 7 дней. На внутреннем слое использованной маски за 7 дней, а на внешней поверхности маски сохраняется более 7 дней. Данные соответствуют +22 °С и влажности 65 %.
Одним из самых потенциально опасных предметов для передачи вируса являются смартфоны, так как вирус на стеклянном экране смартфона может жить до 4-х суток.

### Резистентность к температуре
Коронавирусы сохраняют инфекционную активность в течение нескольких лет в лиофилизированном состоянии при +4 °С, то есть после мягкого высушивания в лаборатории после предварительной заморозки. В замороженном состоянии при −70 °С коронавирусы также успешно хранят в лабораториях несколько лет. Во внешней среде коронавирусы обычно инактивируются с поверхностей при +33 °С за 16 часов, при +56 °С за 10 минут.
Специальные исследования установили, что возбудитель COVID-19 очень стабилен длительное время при температуре +4 °С. При такой температуре вирус разрушается очень медленно и даже через 14 дней ПЦР тест обнаруживает целостный геном вируса. Вирус разрушается до полной деструкции РНК после 30-минутной обработки при +56 °C или 5-минутной обработки при + 70 °C. При комнатной температуре около +22 °С ПЦР тест обнаруживает вирус по геному в течение недели, а через 14 дней происходит полное разрушение вируса до РНК. При температуре тела человека (+37 °С) вирус разрушается в течение 1 дня.
Другое исследование показало, что вирус COVID-19 при нагреве до 60 °С живёт в течение часа. Разрушение при 92 °С происходит через 15 минут.
Чувствительность коронавирусов к ультрафиолету от Солнца и повышению температуры делает их сезонными заболеваниями, но существенным фактором является сочетание температуры с влажностью и углом падения солнечного света, что позволяет указать города с неблагоприятным климатом, где можно ожидать всплеска заболеваемости коронавирусами. Исследование американских ученых выявило, что к крупным городам с климатом, способствующим распространению коронавирусов, относятся: Лондон, Нью-Йорк, Варшава, Киев, Берлин, Прага. В этих городах инфекционисты прогнозируют всплеск пандемии COVID-19 из-за благоприятных климатических условий для коронавирусов.

### Резистентность к антисептикам
Различные исследования воздействия антисептиков на коронавирусы показывают несколько варьирующиеся результаты. Исследование итальянских учёных показывает, что этанол (70 %), гипохлорит натрия (≥0,05 %) и хлоргексидин (1 %)[уточнить] очень быстро (менее, чем за 2 минуты) повреждают капсид вируса, и он теряет способность размножаться. В другом исследовании тестировались популярные обеззараживатели рук на основе изопропанола (45 %), н-пропанола (30 %) и мезетрония этилсульфата (0,2 %); на основе 80-процентного этанола; гель на основе 85-процентного этанола; антивирусный гель на основе 95-процентного этанола. Все средства обработки рук в течение 30 секунд уничтожали вирус ниже порога обнаружения. Таким образом, использование средств для обеззараживания рук эффективно против коронавирусов. ВОЗ рекомендует использовать против коронавирусов спиртосодержащие антисептики для рук.
Специальные исследования по возбудителю COVID-19 показали, что в целом он реагирует на антисептики так же, как и остальные коронавирусы. Этанол (70 %), хлоргексидин (0,05 %), хлороксиленол (0,05 %), бензалкония хлорид (0,1 %), повидон-йод (7,5 %) уничтожали вирус в течение 5 минут. Стандартные методы дезинфекции помещений с использованием хлорсодержащих антисептиков в концентрации даже 1:99 также в течение 5 минут убивали вирус. |ссылка=Special:FilePath/UVC_lamp.jpg]]Агентство по охране окружающей среды США начало вести работу по сертификации антисептиков против коронавируса COVID-19 с указанием скорости срабатывания антисептика для конкретных продуктов от производителей. Быстрее всего (за 30 секунд) убивают вирус антисептики на базе хлорита натрия, гипохлорита натрия, перекиси водорода, четвертичного аммония, этилового спирта и молочной кислоты. Но следует учитывать, что в отличие от предыдущих исследований антисептиков это не полученное экспериментально время уничтожения коронавирусов, а завышенное гарантированное время уничтожения исходя из действия антисептика на другие вирусы.
Также ВОЗ отмечает, что против коронавирусов эффективно тщательное мытье рук с мылом, так как вирусы эффективно смываются с кожи механическим путем. Однако само по себе обычное мыло является довольно слабым антисептиком. Хотя обычно в течение 5 минут мыло разрушает возбудителя COVID-19, но отдельные тесты иногда показывают его наличие. FDA отмечает, что «антибактериальное мыло» практически ничего не добавляет к антисептическим свойствам обычного мыла против коронавирусов. Поэтому механический способ удаления вируса является основным при мытье рук и зависим от правильного и интенсивного промывания их.

### Резистентность к ультрафиолету разной длины волны
Против аэрозолей коронавируса и для удаления его с поверхностей предметов эффективно УФ-облучение «кварцевыми лампами». Для уничтожения вирусов с одноцепочечной РНК, таких, как коронавирусы, необходима доза облучения 339—423 мкВт*с/см² ультрафиолета с длиной волны 254 нм, что даёт 90%-ю дезинфекцию воздуха. Таким образом, время уничтожения вируса УФ лампой зависит от её мощности и обычно составляет около 15 минут. При этом Всемирная организация здравоохранения отмечает, что использование УФ ламп применимо против коронавирусов, только если люди покинули помещение на время «кварцевания». Попадание ультрафиолетового излучения на кожу может вызывать её эритему.
Существуют более современные ультрафиолетовые дезинфекторы против коронавирусов, которые не вызывают раздражение кожи и менее опасны для глаз: это УФ излучатели с длиной волны 200—220 нм (Far-UVC). Такие излучатели могут быть выполнены на УФ-светодиодах или на эксилампах. 90%-я дезинфекция Far-UVC достигается при облучении 2 Джоуля/см². Типовое время для дезинфекции — около 30 минут. Far-UVC лампы как побочный эффект генерируют некоторое количество озона, который токсичен для коронавирусов, то есть такие излучатели способны разрушать вирус в местах, куда не попадает непосредственно УФ-излучение. Преимуществом Far-UVC излучателей является то, что их излучение обычно не вызывает эритему кожи, так как не проникает через слой мертвых клеток эпителия. Тем не менее, присутствие при работе Far-UVC ламп нежелательно, а также большое количество сгенерированного такой УФ-лампой озона может быть вредно и для людей, поэтому после дезинфекции рекомендуется проветривание. Позиция ВОЗ относительно Far-UVC излучателей заключается в том, что ВОЗ признаёт наличие отдельных исследований по их эффективности и меньшую опасность для людей, но отмечает низкое количество исследований по данной новой технологии, чтобы говорить об исчерпывающих доказательствах её преимуществ..
Как видим, при применении УФ-дезинфекторов следует учитывать длину волны, на которой они работают. УФ-излучатели на ртутных ламах имеют смешанный спектр излучения, сильно распределённый по разным диапазонам. В этом случае время дезинфекции определяется по данным испытаний производителя и обычно составляет около 30 минут. При этом надо понимать, что сильным дезинфицирующим эффектом обладают только лампы с длинной волны 280 нм и короче (UVC лампы), так как такое УФ-излучение эффективно разрушает РНК коронавирусов. УФ-лампа для «соляриев» (УФ-А, 300—400 нм) предназначены для загара и не способны разрушить РНК коронавирусов. Специально проведённые тесты воздействия УФ-А (UVA) ламп на коронавирусы показывают, что их дезинфицирующий эффект крайне незначителен.
Позиция Роспотребнадзора по УФ-излучателям для борьбы с коронавирусами сводится к преимущественному использованию УФ-излучателей «закрытого типа», в кожух которых вентиляторами прогоняется воздух. Такие излучатели могут работать постоянно без вреда для людей, но не обладают возможностью эффективного удаления вируса с поверхностей.. Однако Минздрав РФ не рекомендует такие закрытые ультрафиолетовые очистители воздуха, так как они могут иметь слишком слабую мощность ламп для уничтожения коронавирусов, но при этом могут перемешивать вирусную аэрозоль на весь объём помещения и способствовать разносу инфекции. По мнения Миздрава РФ следует использовать ультрафиолетовые излучатели только открытого типа и без вентиляторов.
В Китае при подавлении эпидемии коронавирусов эффективно использовались самодвижущиеся роботы с ультрафиолетовыми излучателями, которые самостоятельно обходили помещения клиник и выполняли их кварцевание. При обнаружении людей робот требовал голосом покинуть помещение и закрыть за собой дверь.

### Резистентность к озону
Озон довольно токсичен для всех вирусов с суперкапсидами, включая коронавирусы, так как является сильнейшим окислителем и денатурирует белки на суперкапсиде вирусов. Преимуществом озонирования является также довольно высокая скорость дезинфекции, если сгенерирована большая концентрация озона. В чистом озоне 99,9 % вирусов и бактерий гибнут в течение 15-60 секунд. При большом насыщении озоном помещений удавалось добиться уничтожения 99,22 % коронавируса атипичной пневмонии, поэтому медики ожидают сходных результатов по коронавирусу Covid-19.

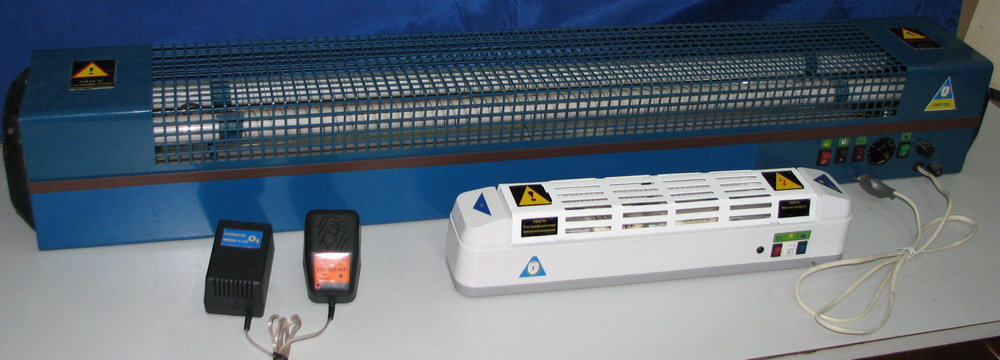
Промышленные озонаторы для генерации большого количества озона для дезинфекции

Тем не менее, превышение допустимой дозировки озона может вызывать серьёзное отравление человека с повреждением нервной системы. Поэтому применения мощных генераторов озона должно производится в отсутствие людей и выполняться проветривание помещения после дезинфекции. Безопасная доза озона для человека — 0,2 мг/м3. Агентство по охране окружающей среды США отмечает, что слабые бытовые озонаторы мало эффективны против коронавирусов, так как концентрация озона необходимая для начала любой эффективной дезинфекции против вирусов намного выше, чем предельно допустимая доза для вдыхания человеком